# Aion Y
 (janvier 2021).
L'Aion Y est un futur SUV multisegment électrique compact qui sera produit par Aion, une marque de Guangzhou Automobile Cie. Il a été révélé au Salon de l'automobile de Guangzhou en novembre 2020.

## Histoire

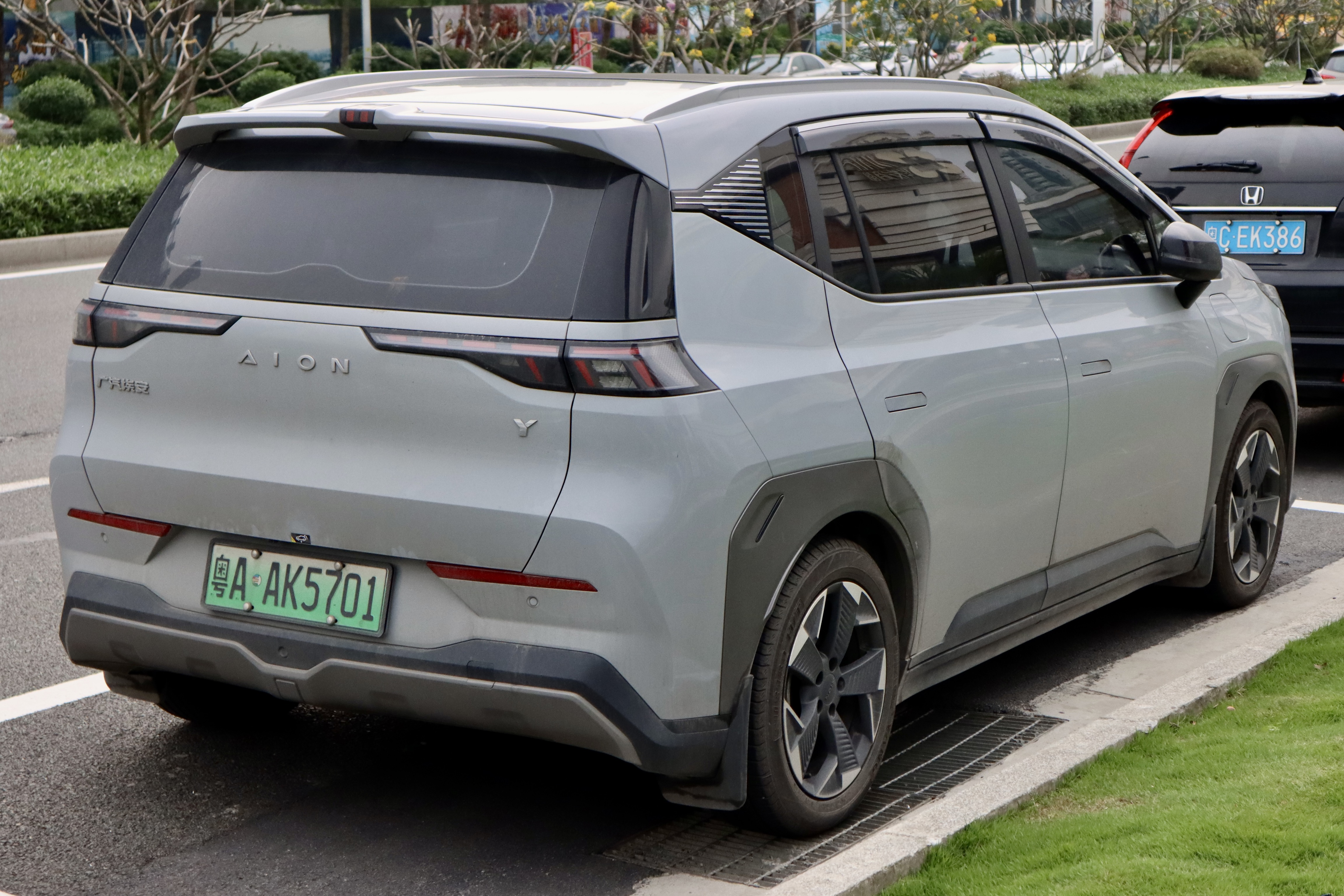
Aion Y arrière

L'Aion Y a été révélé au Salon de l'automobile de Guangzhou en novembre 2020 en tant que quatrième modèle sous la marque Aion,. Il a été révélé aux côtés de deux autres véhicules de GAC; une berline de performance baptisée «EMPOW55» et un concept car appelé GAC Moca.

## Caractéristiques
L'Aion Y est équipé du système de véhicule autonome ADiGO 3.0 et du stationnement automatique. Le Y est basé sur la nouvelle plateforme GEP 2.0 de GAC.